# Hippopsis quadrivittata
Hippopsis quadrivittata es una especie de escarabajo longicornio del género Hippopsis, tribu Agapanthiini, subfamilia Lamiinae. Fue descrita científicamente por Breuning en 1940.

## Descripción
Mide 13,3-20 milímetros de longitud.

## Distribución
Se distribuye por Colombia, Ecuador, Guayana Francesa y Perú.